# 434
سنة 434 م (بالأرقام الرومانية: CDXXXIV) كانت سنة بسيطة تبدأ يوم الإثنين (الرابط يظهر نموذج الجدول الزمني الكامل للسنة) من التقويم اليولياني. بدأت تسمية السنة ب434 منذ العصور الوسطى المبكرة، عندما أصبح تقويم أنو دوميني هو الأسلوب السائد في أوروبا لتسمية السنوات.